# Parafia św. Jana Chrzciciela w Holszanach
Parafia św. Jana Chrzciciela w Holszanach – rzymskokatolicka parafia znajdująca się w Holszanach, w diecezji grodzieńskiej, w dekanacie oszmianskim, na Białorusi.

## Historia
Kościół św. Jana Chrzciciela w Holszanach został założony w XV w. przez księcia Algimuntowicza Holszańskiego. Niektóre źródła podają, że w XVI w. nowi właściciele Holszan, protestanci Sapiehowie, zamienili kościół na zbór kalwiński, jednak w 1550 r. świątynia katolicka znowu weszła w skład diecezji wileńskiej. W końcu XVI w. drewniana świątynia w centrum miasteczka została zamieniona na kamienny kościół, który w 1596 r. biskup wileński Eustachy Wołłowicz konsekrował pod historycznym wezwaniem. Była to świątynia trzynawowa z dwiema wieżami z rozwiniętym transeptem i półokrągłą apsydą orientowaną na wschód. Podłoga była wysłana cegłą, dach pokrywała płaska dachówka.
W 1618 r. Paweł Sapieha, koniuszy wielki litewski i starosta oszmiański (od 1623 r. podkanclerzy litewski), ówczesny właściciel zamku i miasteczka, zaprosił do Holszan ojców franciszkanów konwentualnych, dla których przy kościele założył klasztor. Kościół został całkowicie przebudowany i poświęcony 6 sierpnia 1618 roku. W 1637 r. było tu 15 zakonników, w studium zakonnym 6 uczniów uczyło się retoryki i logiki. Początkowo klasztor należał do polskiej prowincji zakonu, a po 1686 r. – do litewskiej. W 1687 r. konwent należał do kustodii oszmiańskiej. W Holszanach w latach 1742, 1787 i 1829 odbywały się kapituły prowincji. Franciszkanie holszańscy mieli rezydencję przy kościele w Bogdanowie (do 1792 r.), w XVIII w. przy klasztorze czynna była szkoła parafialna. Parafia w Holszanach zawsze wchodziła w skład dekanatu oszmiańskiego.
W 1659 r. podczas wojny polsko-rosyjskiej wojska moskiewskie zrabowały klasztor. Prawdopodobnie w latach 1671-1675 kościół został poszerzony – do wejścia dobudowano nową dwuwieżową fasadę. W skrzydłach transeptu mieściły się kaplice – św. Franciszka i fundatorska, gdzie znajdował się nagrobek Pawła Sapiehy.
Na początku XVIII w. została przekształcona wschodnia część kościoła, w związku z czym został on przeorientowany ołtarzem na zachód. Współczesny wygląd barokowego stylu kościół św. Jana Chrzciciela przybrał w latach 70. XVIII w., kiedy ponownie został przebudowany od fundamentów. Ta potężna bezwieżowa i bezapsydowa, prostokątna w planie bazylika, której fasady główna i ołtarzowe ozdobione są figurowymi frontonami, nie ma zakrystii. Osiem słupów dzieli wnętrze świątyni na trzy nawy – centralna jest przykryta sklepieniem cylindrycznym, boczne – krzyżowymi. Głównym akcentem wnętrza są iluzoryczne malowidła ściany ołtarzowej ze sceną "Chrztu Pańskiego" w centrum.
Od strony południowo-zachodniej do kościoła dobudowano piętrowy korpus klasztorny w kształcie litery "U". W ten sposób stworzył się dwór wewnętrzny – klaustrum. Korpus również został przebudowany w ciągu XVII-XVIII stuleci i kiedyś posiadał dwie sześciościenne wieże na południowym i zachodnim (dolny poziom został zachowany) kątach. Wejście na terytorium klasztoru w II poł. XIX w. było ozdobione dwupoziomową ceglaną i otynkowaną bramą-dzwonnicą w stylu klasycyzmu.
Klasztor franciszkanów został zlikwidowany zgodnie z carskim rozporządzeniem 19 lipca 1832 r., wówczas część korpusu klasztornego została zniszczona. W pozostałych korpusach mieściły się koszary wojskowe (do 1897 r.), nieco później - szkoła parafialna, a od 1915 r. – niemiecki szpital wojskowy. Lecz kościół nadal był czynny jako parafialny. Przed II wojną światową parafia holszańska liczyła ponad 7000 wiernych, nie posiadała kaplic filialnych. W parafialnej szkole przy kościele uczył się Adam Stankiewicz, przyszły kapłan, znany teolog i pisarz. W 1932 r. proboszczem był ks. Jan Matulewicz, w murach klasztornych mieszkały zakonnice – siostry misjonarki (szarytki). W czasach sowieckich kościół był zamknięty, i nawet status pomnika architektury o republikańskim szczeblu nie uratował świątyni przed rabowaniem i zaniedbaniem. W 1951 r. na karę 10 lat poprawczego obozu pracy skazano organistę Witolda Baryło. 
2 sierpnia 1990 r. do parafii wrócili franciszkanie konwentualni. 